# García de Loaysa y Mendoza
|  | No s'ha de confondre amb García Loaysa y Girón, nebot d'aquest personatge.. |

García de Loaysa y Mendoza, citat també com a Juan García de Loaysa (Talavera de la Reina, 1478 - Madrid, 22 d'abril de 1546) va ser un religiós espanyol de l'orde de sant Domènec, general d'aquest orde, cardenal, bisbe d'Osma i Sigüenza i arquebisbe de Sevilla.

## Biografia
Nascut en el si d'una família noble, fill de Pedro de Loaysa i Catalina de Mendoza. Va ser enviat a estudiar a Salamanca, però va sortir per a ser enviat a un convent de l'orde dels dominics, també a Salamanca, el 25 de novembre de 1496, Sembla que, inicialment, va ser exclòs de la via religiosa, i després, l'admiració que en va tenir el mestre de novicis, va fer que hi hagués grans expectatives en ell. Per la seva gran austeritat en la vida regular i la seva delicada salud, va fer intervenir a fra Domingo de Mendoza, perquè es fes el seu trasllat de convent, a Peñafiel, on va esdevenir prior a Àvila i Valladolid i, després, General de l'Orde de Sant Domènec.
En primer lloc va ser bisbe d'Osma, escollit el 8 de juny de 1524, consagrat a Valladolid, en presència de Carles V, el 29 de setembre del mateix any, per Alfonso Fonseca Acevedo, arquebisbe de Toledo. Després va ser creat cardenal del títol de Santa Sussanna, concedit pel papa el 9 de març de 1530, quan acompanyà l'emperador Carles V durant el seu viatge a Itàlia per ser coronat a Bolonya, Loaysa romandrà a Roma durant tres anys, i estarà molt lligat a la persona del papa Climent VII.
En les seves tasques religioses, va ser important la tasca que li va encomanar la Santa Seu de reformar els monestirs claustrals dominics a la Corona d'Aragó, amb resultats positius, i en la persecució de frares comuners, durant la guerra dels comuners, i en el procés evangelitzador a Amèrica. Va nomenar i obligar a acceptar el nomenament de fra Bartolomé de las Casas com a bisbe de Chiapas.
El 23 de febrer de 1532 va traslladar-se de seu, i va esdevenir bisbe de Sigüenza.
Amb gran poder i influència, sobretot lligat a la persona de l'emperador, de qui va ser nomenat llur conseller, dimitint del seu càrrec de general de l'orde dominic el 1524. Al costat de Carles V, va ser el seu confessor però també conseller, i va rebre grans honors per part del monarca. Se li van donar grans càrrecs i missions delicades, Loaysa va ser el primer President del recentment creat Consell d'Índies, càrrec que va mantenir fins a la seva mort, i del qual va ser regent durant l'absència de l'emperador entre 1539 i 1541. Després va ocupar altres càrrecs, entre ells Comissari General de Croada i membre del Consell d'Estat.
El 21 de maig de 1539 va ser nomenat arquebisbe de Sevilla, proposat per l'emperador en aquesta seu l'any 1538, de la qual va prendre possessió l'11 de juliol de 1539 el seu nebot, Cristóbal de Loaysa, diaca de Sigüenza, en nom seu.
Finalment, va ser nomenat inquisidor general en iniciar-se el 1546, però va morir a Madrid poc després, l'abril de 1546. Va ser enterrat al monestir dominic de San Ginés de Talavera de la Reina, on també van ser enterrats els seus pares i que Loaysa havia dotat enormement.